# Shortita
La shortita es un mineral de la clase de los minerales carbonatos y nitratos. Fue descubierta en 1939 en una mina de la formación Green River del condado de Sweetwater, en el estado de Wyoming (EE. UU.), siendo nombrada así en honor de Maxwell N. Short, mineralogista estadounidense.

## Características químicas
Es un carbonato anhidro de sodio y calcio.

## Formación y yacimientos
Aparece en mármoles dolomítico salino. También en diques de kimberlita, en carbonatita, en rocas máficas alcalinas diferenciadas, o asociado con un completo de gabro-sienita alcalino intrusivo.
Suele encontrarse asociado a otros minerales como: trona, nahcolita, pirita, flogopita, magnetita, apatito, perovskita, calcita, olivino, barentsita, villiaumita, natrita, natrolita o albita.